# Maisy Hausemer
Maisy Hausemer ( Ciudad de Luxemburgo, 15 de julio de 1946 ) es una guionista y directora de cine luxemburguesa.

## Filmografía

### Como directora
- Congé fir e Mord, 1983
- Schwaarze Schnéi, 1985
- D'Symmetrie vum Päiperlek, 2012

### Como guionista
- Wat huet e gesot?, 1981
- KlibberKleeschenSchueberMaischenAllerHerrgottsNationalSprangKirmes, 1986
- Mumm Sweet Mumm, 1989
- Dammentour, 1992
- D'Symmetrie vum Päiperlek, 2012

## Honores
- Oficial del Orden del Mérito del Gran Ducado de Luxemburgo (promoción año 2000).[1]